# Браун, Фил
Фи́лип (Фил) Бра́ун (англ. Phil Brown; род. 30 мая 1959, Саут-Шилдс, Тайн-энд-Уир) — английский футболист и футбольный тренер.

## Карьера

### Клубная
Как футболист провёл в своей карьере более 650 матчей, однако на высшем уровне не играл.

### Тренерская
Тренерская карьера Фила Брауна оказалась более успешной. С 2006 по 2010 год он был главным тренером «Халл Сити». Сезон 2007/08 клуб закончил на третьем месте в Чемпионате Футбольной лиги, получив тем самым путёвку в Премьер-лигу. В следующем сезоне команда удержалась в Премьер-лиге, закончив чемпионат на 17 месте, в одном шаге от вылета. Однако уже по итогам сезона 2009/10 «Халл Сити» покинул Премьер-лигу, а Фил Браун лишился поста главного тренера клуба.
Фил Браун является первым тренером, сумевшим вывести «Халл Сити» в английскую Премьер-лигу в 104-летней истории клуба.
Главный тренер клуба «Престон Норт Энд» с 2011 года.
Также к числу его успехов относится и успех с «Саутенд Юнайтед», с которым он стал победителем плей-офф, благодаря чему клуб вышел в 1 лигу. Именно благодаря его тактическому ходу и выходу на замену Пиггота, забившего на последних секундах основного времени важнейший мяч, «моряки» сравняли счёт в финале с «Уикомом» и вырвали победу по пенальти.

## Достижения
- Тренер месяца английской Премьер-лиги: сентябрь сезона 2008/09